# Vito Acconci
Vito Hannibal Acconci (New York, 24 gennaio 1940 – New York, 27 aprile 2017) è stato un designer, architetto del paesaggio e performance artist statunitense attivo negli ambiti della performance art e dell'installazione.

## Biografia

### Gli anni della formazione
L'artista italoamericano nasce nel Bronx di New York e frequenta le elementari in una scuola cattolica romana, per poi continuare i suoi studi presso la Regis High School. Nel 1962 consegue il bachelor of Arts in Letteratura al College of the Holy Cross e in seguito il Master of Fine Arts in Letteratura e poesia presso l'Università dell'Iowa. A proposito della sua formazione scolastica racconta che non c'è mai stata neanche una donna nella sua classe dall'asilo all'università. Sul finire degli anni sessanta si sposa con Rosemary Mayer.

### Carriera artistica
Esordisce con 0 TO 9 una raccolta di poesie pubblicate con Bernadette Mayer alla fine degli anni sessanta, per poi intraprendere un percorso nella performance art e nella videoarte, usando il suo stesso corpo come soggetto di fotografie, film, video e performance.

### Gli anni settanta
Verso la metà degli anni settanta amplia il suo campo di ricerca alle installazioni audiovisive. L'opera emblematica di questo periodo è Seedbed (15-29 gennaio, 1971) realizzata alla Sonnabend Gallery in cui il pubblico si trova in una stanza vuota con un pavimento di legno. Nascosto sotto le assi si trova coricato l'artista che si masturba ed esprime ad alta voce le sue fantasie erotiche che risuonano, tramite degli altoparlanti, in tutta la galleria.  L'idea attorno alla quale ruota questa performance è il coinvolgimento del pubblico nella produzione del lavoro artistico, creando una situazione di interscambio reciproco tra artista e visitatore.
Nel 2008, in un’intervista con Brian Sherwin per la rivista Myartspace, l'artista ha discusso a lungo di Seedbed e del significato del titolo (traducibile in italiano con ‘letto di seme’). Nell'intervista afferma che l'obiettivo dell'opera era quello di produrre e spargere seme (seed in inglese) attorno a sé. Per produrlo era necessario che si eccitasse per masturbarsi. Nel 2005 la artista Marina Abramović ha presentato al Solomon R. Guggenheim Museum di New York l'opera Seven Easy Pieces, in cui reinterpreta performance di altri artisti contemporanei (Bruce Nauman, Gina Pane, Josef Beuys, Valie Export) tra cui la stessa Seedbed.
Per Tonight We Escape from New York (1977), installa una scala di corda nel Whitney Museum of American Art, accanto alla quale quattro altoparlanti suonano frammenti di un dialogo razzista che sembrano salire e scendere lungo la scala. Il suo interesse per il corpo umano e il rapporto con lo spazio pubblico si è poi evoluto in architettura, paesaggio e design di mobili.
Cindy Nemser è stata la prima critica d'arte a scrivere su di lui per Arts Magazine nel 1971, per poi intervistarlo e dedicargli la copertina in un successivo numero della stessa rivista. Rosalind Krauss, in un articolo dal titolo "Video: the Aesthetics of Narcissism", sottolinea gli aspetti narcisistici nel lavoro in cui l'artista si filma per 25 minuti, compiendo dei gesti apparentemente privi di senso.

### Gli anni ottanta

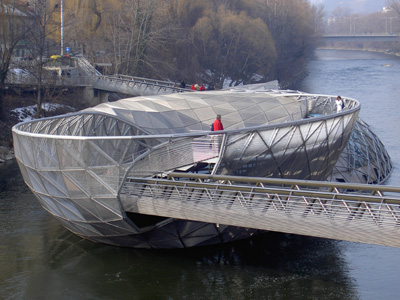
La Murinsel di Graz

Negli anni ottanta intraprende un percorso artistico che contempla scultura e installazioni temporanee, invitando spesso i visitatori a partecipare alla creazione delle opere. Un esempio di questo genere di creazioni è Instant House, opera che coinvolge attivamente lo spettatore il quale, sedendosi su un'altalena, attiva un meccanismo che solleva quattro pannelli in modo da formare una cabina decorata all'interno con la bandiera degli Stati Uniti e all'esterno con quella dell'Unione Sovietica.
È stata presentata inizialmente nel 1980 e esposta nuovamente nel 2012 presso il San Diego Museum of Art. 
Nel gennaio del 1983 realizza la sua prima installazione permanente dal titolo Way Station I (Study Chamber) in collaborazione con il Middlebury College. Si tratta di una cabina metallica con una porta sulla quale sono dipinte delle raffigurazioni stilizzate delle bandiere di Stati Uniti, Unione Sovietica, Cina, Cuba e l'Organizzazione per la liberazione della Palestina; mentre sul lato antistante alla porta sono rappresentate nove carte da gioco. L'opera ha generato molte controversie e per questo motivo è stata vandalizzata e distrutta nel 1985; è stata poi reinstallata all’interno del museo del College.
Proprio questa scultura determina un punto di svolta nel suo percorso artistico: da artista-performer diviene designer e architetto, dedicandosi, nei tardi anni ottanta, alla creazione di mobili e prototipi di case e giardini. Questa conversione porta poi, nel 1988, alla nascita dell'Acconci Studio, in cui riunisce un gruppo di progettisti di spazi urbani pubblici, case, giardini e accessori per la casa. Tra i vari lavori i più riconosciuti sono il negozio della United Bamboo di Tokyo del 2003 e la Murinsel di Graz in Austria.

### Gli anni novanta
Un altro esempio è il progetto del centro culturale Storefront for Art and Architecture realizzato in collaborazione con l’architetto Steven Holl. La facciata è fatta con una serie di venti pannelli che possono ruotare in verticale e in orizzontale per rendere visibili, anche dall'esterno, gli interni della galleria. La diversa configurazione assunta dai pannelli, crea una moltitudine di diverse facciate possibili.
Nel 1992 realizza Dirt Wall all’Arvada Center for the Arts and Humanities Sculpture Garden in Colorado. L’opera consiste in un muro di vetro e acciaio che si estende dall’esterno all'interno della galleria, raggiungendo un’altezza di oltre sette metri. Il muro contiene detriti di roccia vulcanica, vari tipi di sabbia, dolomite rossa e terriccio visibili attraverso i pannelli di vetro. Secondo l'artista questa opera rappresenta il tentativo di portare in superficie ciò che è sottoterra.
Altro tema centrale dei suoi lavori è l'integrazione di spazio pubblico e spazio privato. Nel 1998 realizza Walkways Through the Wall, in cui mette in relazione lo spazio interno del Wisconsin Center di Milwaukee con l’esterno; una superficie calpestabile dipinta di rosso fuoriesce dall'edificio divenendo parte della scultura che si trova all'esterno.

### Ultimi lavori
Uno dei suoi ultimi lavori Lobby-for-the-Time-Being è un'installazione nella North Wing Lobby del Bronx Museum of the Arts. L’installazione occupa l’atrio dell’edificio con una rete di corian bianco, creando un lungo muro ondulato simile a giganti fiocchi di neve.
Nel 2010 crea Waterfall Out & In: una fontana realizzata nel Newtown Creek Wastewater Treatment Plant in Greenpoint, Brooklyn. Anche in questo caso parte dell’opera è all’interno e parte all’esterno dell'edificio.
Nel 2014 è protagonista di un video, prodotto da Marc Santo, in cui parla di alcuni dei suoi progetti preferiti che non sono mai stati completati, tra cui loSkate Park a San Juan.

## Carriera accademica
Ha insegnato in molte istituzioni: Nova Scotia College of Art and Design, di Halifax, San Francisco Art Institute, California Institute of the Arts, di Valencia, Cooper Union, School of the Art Institute of Chicago, l’Università di Yale, Università dell’Iowa Parsons School of Design. Negli ultimi anni ha insegnato nel dipartimento di Arte del Brooklyn College. Inoltre è stato professore associato al Pratt Institute nel dipartimento di Architettura e Dipartimento di Design urbano.

## Vita privata
È stato sposato negli anni '60 con la artista americana Rosemary Mayer. È morto il 28 aprile 2017 all'età di settantasette anni.